# Szekeres Ildikó (fitneszversenyző)
Szekeres Ildikó (Pécs, 1973. február 6. –) fitneszversenyző, curlingversenyző.

## Élete
Szülővárosában járt gimnáziumba és egyetemre is. A Janus Pannonius Tudományegyetem testnevelői szakán végzett.
Négyéves korától sportol. Gyerekkorában szertornázott tízéves koráig, majd atletizált, kosárlabdázott. 17 évesen kezdett fitneszteremben kondizni, majd 23 évesen indult először fitneszversenyen. 2002 októbere óta curlingezik.
2001 óta férjnél van, két leánygyermek édesanyja.

## Sporteredményei
- Fitneszvilágbajnoki 5. helyezett
- Kétszeres fitnesz-Európa-bajnoki ezüstérmes
- Fitnesz grand prix aranyérmes (Miami)
- Curling-világbajnoki ezüstérmes vegyes páros curlingben férjével, Nagy Györggyel
- Új-Zéland téli játékok aranyérmes vegyes páros curlingben
- Európa-bajnoki aranyérmes női csapat (B csoport) tagja curlingben (alternate: Páthy-Dencső Blanka, lead: Ádám Boglárka, second: Patonai Ágnes, third: Béres Alexandra, skip: Szekeres Ildikó).